# Tornike Sinataszwili
Tornike Sinataszwili (gruz.: თორნიკე სინატაშვილი; ur. 7 kwietnia 1990 w Kutaisi) – gruziński wioślarz.

## Osiągnięcia
- Mistrzostwa Świata Juniorów – Linz 2008 – jedynka – 27. miejsce[1].
- Mistrzostwa Europy – Ateny 2008 – dwójka podwójna – 15. miejsce[1].